# Krikor Torosyan
Krikor Torosyan (Gigo) (armenisch Գրիգոր Թորոսեան (Կիկօ); * 1884 in Agn oder Eğin; † 1915 in Ankara) war ein armenischer Satiriker, Karikaturist, Schriftsteller, Journalist und Verleger. Er gründete die satirische Zeitschrift namens Gigo, die unter den Armeniern in Istanbul sehr beliebt wurde. Er war ein Opfer des Völkermords an den Armeniern.

## Leben
Bereits im frühen Alter zog er in die damalige osmanische Hauptstadt Istanbul, wo er seine Schulbildung erhielt. Nach seinem Schulabschluss begann er in der örtlichen armenischen Zeitschrift Lila zu schreiben. Obwohl Torosyan später vor allem für seine satirische Schriften bekannt wurde, hatte sein anfänglicher Stil einen ernsthafteren Ton. Auf Anregung der armenischen Schriftsteller Kasim und Der-Hagopyan begann Torosyan satirische Geschichten in der Zeitung Manzume zu schreiben, wo er später Chefredakteur wurde. Nach der Jungtürkischen Revolution von 1908 gründete er die Wochenzeitschrift Gigo, was ihm den Künstlernamen Gigo verlieh. Das Magazin veröffentlichte verschiedene Karikaturen, die von Torosyan gezeichnet waren.

## Ermordung
Zu Beginn des Völkermordes an den Armeniern wurde Krikor Torosyan zusammen mit zahlreichen anderen armenischen Intellektuellen und Persönlichkeiten am „Roten Sonntag“, dem 24. April 1915, festgenommen und nach Ayaş nahe Ankara deportiert.
Während seiner Inhaftierung in Ayaş zeichnete Torosyan weiterhin Karikaturen, die er nach seiner Freilassung veröffentlichen wollte. Er wurde jedoch im Alter von 31 Jahren zusammen mit den anderen Gefangenen aus dem Gefängnis nach Ankara gebracht, wo sie getötet wurden. Seine Leiche wurde niemals gefunden.